# Mapi León
Maria Pilar León Cebrián, mais conhecida por Mapi León (Zaragoza, 13 de junho de 1995) é uma jogadora de futebol espanhola, joga na posição de zagueira e desde 2017 defende o Barcelona. Foi a primeira jogadora a ter a transferência paga da história do futebol feminino espanhol, em negociação entre o Barcelona e o Atlético de Madrid. É considerada uma das melhores zagueiras do mundo, conquistou vários títulos vestindo as cores do Barcelona.
Sendo uma importante voz na luta a favor de melhores condições para o futebol feminino, em protesto por melhorias na seleção espanhola, e por atritos com a comissão técnica, León se recusou a disputar a Copa do Mundo Feminina em 2023, realizada na Austrália e Nova Zelândia.
León é lésbica e uma voz ativa na comunidade LGBTQ+, atualmente está em um relacionamento com a também jogadora Ingrid Engen.

## Biografia

### Vida pessoal
Filha de Javier e Pilar, León nasceu em 13 de junho de 1995, na cidade espanhola de Zaragoza, como Maria Pilar León Cebrián. Quando criança, praticava esportes como vôlei, beisebol e futsal.
Em 2018, falou publicamente que é lésbica, participou do MADO Madrid Orgullo e se tornou uma voz ativa LGBTQIA+. Foi considerada uma das 50 homossexuais mais influentes pelo jornal El Mundo.

### Carreira
Entre os anos de 2011 e 2013, jogou para o Prainsa Zaragoza. Na temporada de 2013, foi contratada pelo Espanyol. Assinou com o Atlético de Madrid, em 2014, onde foi campeã na Copa de la Reina de 2016 e na La Liga de 2017.
No ano de 2017, o FC Barcelona pagou o valor de € 50.000 para o Atlético de Madrid, pela transferência de León para o clube. Com essa negociação, León se tornou a primeira jogadora do futebol espanhol feminino a ter sua transferência paga. Zagueira titular do clube, León foi a jogadora que mais ficou em campo na temporada de 2021, alcançando 2.796 minutos em jogo. Em 2023, antes mesmo de seu contrato acabar, o clube renovou com a jogadora até junho de 2026.
Em 2022, Léon e mais 15 jogadoras da Seleção Espanhola se manifestaram através de um documento enviado para a Real Federação Espanhola de Futebol (RFEF) por melhorias nas condições da Seleção Espanhola Feminina. Por não ver as mudanças sendo feitas pela Federação, se recusou a participar da Copa do Mundo Feminino de 2023.

## Títulos

### Atlético de Madrid
- Copa de la Reina - 2016.[9]

- Primeira Divisão - 2017.[9][15]

### FC Barcelona
- Copa de la Reina - 2020, 2021 e 2022.[carece de fontes?]
- Primeira Divisão - 2017, 2020, 2021, 2022 e 2023.[carece de fontes?]
- Supercopa da Espanha - 2020, 2022 e 2023.[carece de fontes?]

### Seleção Espanhola de Futebol Feminino
- Algarve Cup - 2017.[9]

### Individual
- FIFA FIFPRO Women’s World 11 Squad - 2022.[16]
- Women's Champions League Team of the Season - 2023.[17]